# 張顏齊
張顏齊（英語：Zhang Yanqi，1998年7月2日—），出生于中國重慶市，現為中国男歌手，前男子组合R1SE成员。2019年，参加腾讯视频偶像男团竞演养成类真人秀《創造營2019》；其后于节目总决赛中获得第7名，以限定组合R1SE成员身份出道。2021年6月14日，正式以R1SE成員的身份畢業，同時成立個人工作室，以solo歌手进行活动。

## 演藝生涯
初中時期，张颜齐開始接觸说唱音樂，並對說唱產生興趣；讀高中時，創作了第一首歌曲《他她它》。
2017年，張顏齊曾參加各種說唱比賽，獲得《三寸不爛之舌battle》重慶站冠軍、《地下八英里》重慶賽區冠軍及全國六強、《HUSTLE AND FLOW》重慶站冠軍。
2019年1月23日，態度音樂官方微博公告張顏齊正式加入。3月，以態度音樂學員身份參加《創造營2019》。首期节目中，他凭借幽默风趣而吸引网友的注意，初評級演唱自創曲《貳拾》，被評定為B班。在总决赛上，他以第七名的最終成績出道，成為男子組合R1SE的一员，進行為期兩年的限定活動。2020年與原生公司態度音樂解除合約。
2021年6月14日，正式以R1SE成員的身份畢業，同時成立個人工作室。6月21日，宣佈加入88rising，由其負責唱片發行，並聯手打造全新音樂廠牌SEVENATION。同年7月9日，發行首張EP先行曲〈It's Time〉，8月9日發行第二首單曲〈孤單的朋友請你不要害怕〉，11月推出首張個人EP《EMO7》。
2021年9月4日，參與的真人秀《完美的夏天2 番外篇》播出。9月10日，參與的優酷拳擊競技明星體驗真人秀《“拳”力以赴的我們》播出，並為其創作及演唱推廣曲〈拳力以赴〉，最終獲得輕量級金腰帶。10月23日，參與的北京衛視戲曲文化體驗真人秀《最美中國戲》播出。
2022年2月19日，參與的騰訊視頻消防體驗真人秀《一往無前的藍》播出。6月25日，作為參賽選手亮相愛奇藝《中國說唱巔峰對決》，於第二輪淘汰。10月30日，張顏齊首張全創作實體迷你專輯隨身聽《SHIFT》上線。
2023年4月，成為浙江衛視文化旅遊探索體驗類真人秀《青春環遊記第四季》以及愛奇藝戶外露營體驗真人秀《一起露營吧第二季》兩檔綜藝節目的常駐嘉賓。11月3日，參與的優酷綜藝推理脫口秀《火星情報局第六季》播出。
2024年6月25日，發行個人錄音室專輯《上下番》。

## 音樂作品

### 迷你專輯
| 專輯 | 專輯資料 | 曲目                                                                           |
| 1st  | 《EMO7》 - 發行日期：2021年11月 - 語言：國語 - 發行公司：SEVENATION/88rising - 備註：首張EP                           | 曲目 1. It's Time 2. 孤單的朋友請你不要害怕 3. Better Than You 4. 20 somethin' |
| 2nd  | 《SHIFT》 - 發行日期：2021年7月27日 - 語言：國語 - 發行公司：SEVENATION/88rising - 備註：首張全創作實體迷你專輯隨身聽 | 曲目 1. 劍氣 2. 柳絮 3. 情歌4號 4. LAN                                         |

### 錄音室專輯
| 專輯 | 專輯資料                                                                          | 曲目 |
| 1st  | 《上下番》 - 發行日期：2024年6月25日 - 語言：國語 - 發行公司：SEVENATION/88rising | 曲目 1. INTRO 2. 我不是搞笑男 3. 中二沒有病 4. Dream & Love 5. 南柯一夢 6. INTERLUDE 7. 永生超人莱卡 8. 假面 9. 终局将至 10. 钢铁少年和他的蝴蝶 |

### 數位單曲
| 發行日期       | 曲目                                   | 作詞                                                             | 作曲                                                            | 備註 |
| 2017年10月31日 | 〈滾出我的魔仙堡〉                     | 張顏齊                                                           | 029Mafia                                                        | |
| 2017年12月3日  | 〈十九歲的男孩想賺錢〉                 | 張顏齊                                                           | 029Mafia                                                        | 收錄於《垃圾歌兒》                                                                                         |
| 2017年12月3日  | 〈爸爸告訴我年紀小很危險〉             | 張顏齊                                                           | JD.Worldwide                                                    | 收錄於《垃圾歌兒》                                                                                         |
| 2018年4月14日  | 〈每天晚上在宇宙邊緣睡不著〉           | 張顏齊/小明bro                                                   | 小明bro                                                         | feat.小明bro                                                                                               |
| 2018年5月21日  | 〈Don't touch me〉                     | 張顏齊                                                           | 張顏齊                                                          | |
| 2018年9月20日  | 〈Rocky Boy〉                          | 張顏齊                                                           | BlackMayo                                                       | |
| 2018年11月17日 | 〈Neymar Rolling〉                     | 張顏齊                                                           | Yung j                                                          | |
| 2021年9月9日   | 〈拳力以赴〉                           | 張顏齊/breakd                                                    | 張顏齊/breakd                                                   | 《“拳”力以赴的我們》推廣曲                                                                                 |
| 2021年10月9日  | 〈怎麼說我不愛你〉                     | 阿弟仔                                                           | 阿弟仔                                                          | 騰訊音樂娛樂特別企劃《返場》 之「華語金曲 10 20 30」 原唱：蕭敬騰                                          |
| 2021年10月25日 | 〈清澈的愛〉                           | 陳梓童/張顏齊/派克特/ 馬俊/張思源/趙辰龍/ 幼稚園殺手/倖存者聯盟  | 陳梓童/張顏齊/派克特/ 馬俊/張思源/趙辰龍/ 幼稚園殺手/倖存者聯盟 | 與陳梓童、派克特、Max馬俊、 G.G張思源、趙辰龍Dragon X、 幼稚園殺手、倖存者聯盟合唱                         |
| 2021年11月10日 | 〈雲端之上〉                           | -                                                                | -                                                               | 與Xylon、JuggShots、 So Fun、Bravitar、西部制燥、 Reggie Yang合唱                                          |
| 2021年12月16日 | 〈煥〉                                 | 張顏齊                                                           | 張顏齊/BINGO                                                    | 《最美中國戲》推廣曲                                                                                       |
| 2022年1月7日   | 〈達摩克利斯之劍〉                     | 張顏齊                                                           | 張顏齊                                                          | |
| 2022年1月10日  | 〈2022鬧熱開局〉                       | Afar陳侶帆/BINGO                                                 | Afar陳侶帆                                                      | 重慶啤酒主題曲                                                                                             |
| 2022年1月24日  | 〈煥 · 春〉                            | 張顏齊                                                           | 張顏齊/BINGO                                                    | 《龍鳳呈祥》京劇新春推廣曲                                                                                 |
| 2022年2月22日  | 〈Please〉                             | 張顏齊/陳卓璇/ ONEWAY                                            | 張顏齊/ONEWAY                                                   | 與陳卓璇合唱                                                                                               |
| 2022年4月18日  | 〈No Thank〉                           | 張顏齊/Vincent Patrick/ Zachary Alexander/ Montana Wayne Best/61 | 張顏齊/Vincent Patrick/ Zachary Alexander/ Montana Wayne Best   | |
| 2022年5月27日  | 〈江湖，扎起！〉                       | Tuff Begger/Elise吳贝贝/ Kiddou郭奕科/張顏齊                     | Kiddou郭奕科/張顏齊                                             | 重慶啤酒主題曲                                                                                             |
| 2022年8月27日  | 〈重慶得行〉                           | 布瑞吉Bridge/GAI周延/ 王鶴棣/張顏齊                              | 布瑞吉Bridge/GAI周延/ 王鶴棣/張顏齊                             | 與布瑞吉Bridge、GAI周延、 王鶴棣合唱                                                                       |
| 2022年9月17日  | 〈LOOK FOR THE STAR〉                  | 張顏齊                                                           | 張顏齊                                                          | |
| 2022年9月27日  | 〈飛躍黃河〉                           | 張顏齊                                                           | 張顏齊                                                          | QQ飛車飛躍黃河推廣曲                                                                                       |
| 2022年12月12日 | 〈線上愛 Online〉                      | 米欣Mixin/ ShaheemKABAMBA                                        | 米欣Mixin                                                       | |
| 2022年12月19日 | 〈好事登場 鬧熱開年〉                  | 張顏齊/王澤兮                                                    | 董宇 AMI/張顏齊                                                 | 重慶啤酒新春賀歲曲                                                                                         |
| 2022年12月22日 | 〈大海〉                               | 陳大力                                                           | 陳大力/陳秀男                                                   | 《青春重置計劃6 特調汽水》 原唱：張雨生                                                                    |
| 2022年12月31日 | 〈把車開到青春的盡頭跳個舞 Our Youth〉 | 张颜齐/林昱                                                      | x4m/Kiddou郭奕科                                                | |
| 2023年1月24日  | 〈這裡沒人叫“喂”〉                     | 唐恬；Rap詞：K11                                                 | Lorne Balfe/ Andrew Kawczynski                                  | 《中國乒乓之絕地反擊》電影主題曲 與黎明、鄧超合唱                                                          |
| 2023年3月31日  | 〈No Explanations〉                    | Stephanie Poetri                                                 | Tim Wu/Stephanie Poetri                                         | 與Stephanie Poetri、Elephante合唱                                                                          |
| 2023年4月18日  | 〈是我的益達〉                         | 董宇/王澤兮                                                      | 董宇                                                            | 與Veegee徐若僑、赵睿合唱                                                                                   |
| 2023年4月27日  | 〈兄弟扎起〉                           | Icy White/張顏齊                                                 | Icy White                                                       | 重慶啤酒主題曲                                                                                             |
| 2023年7月3日   | 〈青春綻放的花季〉                     | 雨宗林/汤哲                                                      | 雨宗林                                                          | 《青春環遊記第四季 原声碟》 IF俱樂部致2023畢業生 與王宝强、杨迪、张祎曈、张馨予、 黄奕、胡浩帆、曾柯琅合唱 |

## 影視作品
关于R1SE的影視作品，请参见R1SE#影视作品

### 常駐綜藝
| 首播時間       | 播出平台                    | 節目名稱                    | 備註                   |
| 2021年9月4日   | 東方衛視、百視TV            | 《完美的夏天》第二季 番外篇 | 「海島小分隊」固定成員 |
| 2021年9月10日  | 優酷                        | 《「拳」力以赴的我們》      | 參賽選手，演唱推廣曲   |
| 2021年10月23日 | 北京衛視                    | 《最美中國戲》第一季        | 「頤和戲社小班事」     |
| 2022年2月19日  | 騰訊視頻                    | 《一往無前的藍》            | 「消防新生」           |
| 2022年6月25日  | 愛奇藝                      | 《中國說唱巔峰對決》        | 參賽選手               |
| 2023年4月8日   | 浙江衛視                    | 《青春環遊記》第四季        | EP.3-5, 7-12           |
| 2023年4月19日  | 愛奇藝                      | 《一起露營吧》第二季        | 「露營家族」成員       |
| 2023年9月22日  | 江蘇衞視                    | 《非來不可》                | 「非震式旅行團」成員   |
| 2023年11月3日  | 優酷                        | 《火星情報局》第六季        | 「高級特工」           |
| 2023年11月23日 | 芒果TV、咪咕視頻、 海南衛視 | 《一起！出發吧》            | 「明星體驗官」         |
| 2024年2月2日   | 江蘇衛視                    | 《大熱門來了》              | 「大熱家族」           |
| 2024年4月11日  | 騰訊視頻                    | 《一路長大》                | 「孩子王領隊」小齊哥哥 |
| 2024年7月6日   | 浙江衞視                    | 《閃光的夏天》              | 「閃光少年」           |
| 2024年8月9日   | 抖音                        | 《奇妙通告日》              | 「助力團」             |

### 綜藝節目
| 播出時間                    | 播出平台         | 節目名稱                   | 備註                                         |
| 2024年8月8日 2024年8月9日   | 芒果TV           | 《院人全年無休計劃》第二季 | 遊樂園驚魂(上) 遊樂園驚魂(下) 飾演「張研究」 |
| 2024年8月15日 2024年8月16日 | 芒果TV           | 《院人全年無休計劃》第二季 | 城市暗影(上) 城市暗影(下) 飾演「張顏霸」     |
| 2024年8月15日 2024年8月22日 | 芒果TV           | 《密室大逃脫大神版》第六季 | 禁閉風雲(上) 禁閉風雲(下)                    |
| 2024年9月12日 2024年9月19日 | 芒果TV           | 《密室大逃脫大神版》第六季 | 驚悸樂園(上) 驚悸樂園(下)                    |
| 2024年8月19日 2024年8月26日 | 芒果TV           | 《YES OR NO》第三季        | 宇文客棧 EP.13-EP.16                         |
| 2025年4月19日               | 愛奇藝、騰訊視頻 | 《五哈》第五季             | EP.2                                         |
| 2025年5月14日               | 湖南衛視         | 《萌探奇遇記》             | 「齊天棒」                                   |
| 2025年6月13日               | 抖音             | 《今天組個局》             |                                              |

## 獎項榮譽
| 年份   | 名稱                         | 獎項                   | 備註   |
| 2017年 | 三寸不爛之舌battle           | 重慶站冠軍             |        |
| 2017年 | 地下八英里                   | 重慶賽區冠軍、全國六強 |        |
| 2017年 | HUSTLE AND FLOW              | 重慶站冠軍             |        |
| 2023年 | 2022微博音樂盛典             | 年度新銳歌手           | [ 8 ]  |
| 2023年 | 第30屆東方風雲榜最佳新銳歌手 | 最佳新銳歌手           | [ 9 ]  |
| 2024年 | 2023微博之夜                 | 微博年度新勢力歌手     | [ 10 ] |

## 外部連結
- 張顏齊的新浪微博
- 態度音樂的新浪微博
- R1SE官博的新浪微博